# Apios
Genre
Classification phylogénétique
Apios est le nom d'un genre de plantes à fleurs de la famille des Fabaceae (ou légumineuses) qui forme une lignée monophylétique dont l'aire naturelle de répartition s'est disjointe entre l'Asie orientale et l'Amérique du Nord.

## Utilisations
Certaines espèces d'Apios présentent un intérêt médicinal et surtout alimentaire en raison de la production de chapelets de tubercules comestibles bien développés, et parfois de haricots comestibles.

## Liste des espèces

### En Amérique du nord
- Apios americana Medik. - Synonyme Apios tuberosa Moench dite Glycine tubéreuse
- Apios priceana B. L. Rob. - Synonyme Glycine priceana (B. L. Rob.) Britton

Les populations de ces deux espèces constituent un clade dérivé de populations ancestrales qui vivaient en Asie à la fin du Miocène.

### En Asie orientale
- Apios carnea (Wall.) Benth. ex Baker
- Apios fortunei Maxim. - Synonyme Glycine fortunei (Maxim.) Norton
- Apios delavayi

## Biogéographie
Les deux espèces nord-américaines (Apios americana et Apios priceana) sont génétiquement plus étroitement liées entre elles que ne le sont l'une ou l'autre des espèces asiatiques. Leurs populations ancestrales pourraient avoir migré d'Asie à la fin du Miocène et au début du Pliocène via le détroit de Béring.